# Bolshoe puteshestvie
Bolshoe puteshestvie (en ruso: Большое путешествие; también conocida como The Big Trip y Mission: Panda) es una película rusa de comedia y aventuras animada de 2019 dirigida por Vasily Rovensky (quien también actuó como escritor y productor) y Natalya Nilova. La trama trata sobre un oso y una liebre que deben devolver un bebé panda a sus legítimos padres después de que una cigüeña se lo entrega por error. La película se estrenó en Rusia el 27 de abril de 2019.

## Sinopsis
Cuando una cigüeña entrega accidentalmente un cachorro de panda a los padres equivocados, lo que lleva al oso Mic-Mic y a la liebre Oscar a llevar el panda con sus legítimos padres. A lo largo de su viaje, se encuentran con varios animales.

## Reparto
- Dmitry Nazarov como Mic-Mic
- Maxim Galkin como Oscar
- Vasily Rovensky Jr. como bebé panda
- Philip Kirkorov como Duke
- Diomid Vinogradov como Janus, el padre panda y un trío de langures chatos dorados
- Alexey Vorobyov como Amur
- Tatiana Navka como Madre panda
- Irina Kireeva como la ardilla roja y el pato #1
- Anastasia Reshetnikova como pato #2
- Sergey Smirnov como Carl, el topo y Phyton
- Vasily Rovensky como las cigüeñas y Houston

## Estreno
La película tuvo su estreno mundial en Turquía el 12 de abril de 2019 y se estrenó en cines en Rusia el 27 de abril. Fue un éxito comercial, recaudando 2.2 millones de dólares en Rusia y 7.1 millones de dólares en todo el mundo. El país europeo con mayores ingresos fue Holanda con 1.8 millones de dólares. La película fue lanzada en DVD en los Estados Unidos por Lionsgate el 14 de enero de 2020, con un doblaje en inglés con Pauly Shore y Drake Bell en los papeles principales.